# Ladislas Ciesielski
Pour les articles homonymes, voir Ciesielski.
Ladislas Ciesielski, né en 1842 à Mogilno, mort le 15 juillet 1901 à Paris, est un peintre, photographe, et dessinateur polonais.

## Biographie
Władysław est élève de Pils. Il peint principalement des paysages, dont plusieurs toiles sur la forêt de Fontainebleau; mais réalise aussi des portraits et divers dessins.
Il expose au salon de 1879 (tableaux 645, 646, 780 et 781).
La même année, il ouvre à son domicile parisien de la rue de constantinople, l'atelier de photographie Goplo.
En 1893, il est le trésorier de la Société philharmonique polonaise nouvellement créée.
Il est mort en 1901, dans son dernier domicile du passage Doisy, à l'âge de 59 ans.